# Esther Chevalier
Pour les articles homonymes, voir Chevalier.
Esther Chevalier (13 septembre 1852, Montrouge - juin 1936) est une artiste lyrique française. Mezzo-soprano, elle est principalement active à la fin du XIXe siècle, presque exclusivement à l'Opéra Comique.

## Biographie
Esther Georgette Marie Chevalier est la fille de Michel Bernard Chevalier, propriétaire à Montrouge, et de Joséphine Marie Louise Bertrand. Elle épouse à Paris, le 9 janvier 1924, à l'âge de 71 ans, Édouard Noël, dramaturge et critique théâtral, tout juste veuf. Les deux époux habitent alors 14 rue Sainte-Cécile.
Esther Chevalier meurt en 1936.

## Carrière

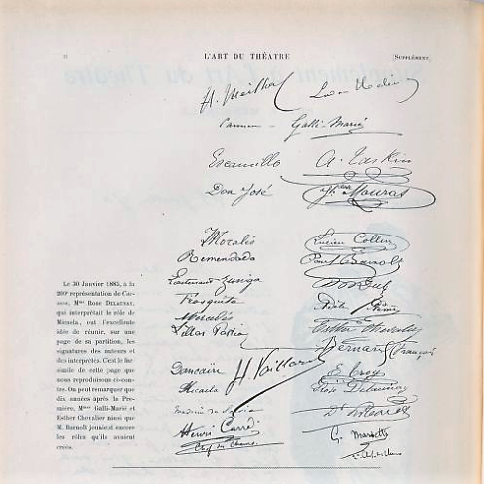
Signature des auteurs et des interprètes de Carmen réunies le 30 janvier 1885 à l'occasion de la 200e représentation sur une page de sa partition par Rose Delaunay qui interprétait le rôle de Micaela et reproduites par la revue L'Art du théâtre en 1905. Dix années après la première, Célestine Galli-Marié, Esther Chevalier et Barnolt jouaient encore les rôles qu'ils avaient créés.

Chevalier est une élève de Saint-Yves Bax et d'Enrico delle Sedie au Conservatoire de Paris. Elle y obtient les premiers prix de chant et d'opéra comique.
Elle fait ses débuts à l'Opéra Comique le 6 octobre 1873 dans le rôle d'Angèle (Le Domino noir). Lors de la première de Carmen le 3 mars 1875, elle interprète Mercedes. Parmi ses autres rôles, citons : la balayeuse dans Louise, ou Meg dans la première française de Falstaff en 1894, Nicklause dans Les contes d'Hoffmann, Jenny dans La dame blanche, Louise dans Le déserteur, Rose Friquet dans Les Dragons de Villars, le rôle titre de Mignon, Taven dans Mireille, Myrza in Lalla-Roukh, Marguerite dans Le Pré aux clercs, Laurette dans Richard Cœur-de-lion ou Rita dans Zampa.
Esther Chevalier chante le rôle titre de Carmen à l'Opéra-Comique en 1892 après l'avoir interprété à Dieppe.
En 1883, Georges d'Heilly  écrit à son sujet : "En un mot mademoiselle Chevalier est devenue aujourd'hui, par une nouvelle transformation de son talent, une véritable Dugazon".
Jules Massenet lui dédicace La Vision de Loti, poème mélodique avec paroles d'Édouard Noël,.
Esther Chevalier est par ailleurs professeur de chant et déclamation lyrique à partir de 1905, cours qu'elle dirige encore, en 1935, avec Mme Georges Chrétien,.